# Eunapius geei
Eunapius geei är en svampdjursart som först beskrevs av Annandale 1918.  Eunapius geei ingår i släktet Eunapius och familjen Spongillidae. Inga underarter finns listade i Catalogue of Life.